# Мержой
Мержой (в лит-ре встречаются варианты: мереджой, мерджой, старорусск.: мерези) — чеченский тайп, входящий в состав орстхойцев. Родовое село — Мереджи в Галанчожском районе Чечни.

## Общие сведения
Е. Н. Кушева упомянала Мержой как чеченский тайп, а Н. Г. Волкова и Ю. Д. Анчабадзе — как чеченское общество.
Н. Г. Волкова пишет, что с точки зрения орстхойцев (также известных как карабулаки) тайп Мержой является одной из их 4 частей наряду с тайпами Цечой, Орстхой и Аккий, а цечоевцы иногда относят Мержой к аккинцам.
Помимо тайпа Мержой есть также ингушская фамилия Мержоевы, входящая в состав общества Орстхой. Н. Г. Волкова пишет, что ингуши относят фамилию Мержоевы к орстхойцам.
Представители тайпа Мержой также проживают в Аухе.

## Расселение
До депортации в родовых селах проводилось несколько переписей, показывающее пол и национальность населения:
| Село                      | национальность | религия | население |
| ------------------------- | -------------- | ------- | --------- |
| Верхний Ялхорой           | чеченцы        | сунниты | 76        |
| Ниж. Ялхорой              | чеченцы        | сунниты | 74        |
| Мержой                    | чеченцы        | сунниты | 140       |
| Цече-Ахки (Сарали Опиева) | чеченцы        | сунниты | 46        |

| Село (включая окружающие хутора) | национальность | население | муж. | жен. |
| -------------------------------- | -------------- | --------- | ---- | ---- |
| Верхний Ялхорой                  | чеченцы        | 188       | 109  | 79   |
| Ниж. Ялхорой                     | чеченцы        | 67        | 32   | 35   |
| Мержой                           | чеченцы        | 254       | 123  | 131  |
| Цече-Ахки                        | чеченцы        | 192       | 90   | 102  |

| Село                | население | из них чеченцы | процент чеченцев |
| ------------------- | --------- | -------------- | ---------------- |
| Хайхарой (Череджей) | 93        | 93             | 100 %            |
| Цечахки             | 33        | 33             | 100 %            |
| Базант              | 24        | 24             | 100 %            |
| Верх. Герит         | 85        | 85             | 100 %            |
| Докиох (Мержа)      | 161       | 161            | 100 %            |
| Керт                | 7         | 7              | 100 %            |
| Кола                | 101       | 101            | 100 %            |
| Мужген              | 36        | 36             | 100 %            |
| Ниж. Герит          | 22        | 22             | 100 %            |
| Докиох х.           | 65        | 65             | 100 %            |

## История
Первые упоминания общества Мержой зафиксированы в двух русских документах начала XVII века — «Челобитная служилых „окочан“ Терского города, поданная в Терской приказной избе, о притеснениях со стороны кабардинского кн. Сунчалея Янглычевича Черкасского» (1616 год ранее октября 6-го) и «Отписка терского воеводы Н. Д. Вельяминова в Посольский приказ о принесении шерти кабардинским мурзой Алегукой Шегануковым и о просьбе кабардинских мурз прислать к ним ратных людей для совместной борьбы с ногайскими татарами» (1619 год позднее мая 4-го). Наряду с другими «горскими землицами» здесь встречается название «Мерези», которое Е. Н. Кушева убедительно сопоставляет с именем «Мереджой», встречающемся в литературе XIX века. Сведения XVII века являются вообще первыми документальными свидетельствами о народности орстхойцев. Помимо русских источников, существует упоминание голландским политиком и исследователем Н. Витзеном (1641—1717 годы) общества Mereschey, также увязываемое с тайпом Мержой.